# Grand dodécaèdre tronqué
En géométrie, le grand dodécaèdre tronqué est un polyèdre uniforme non-convexe, indexé sous le nom U37.
Ce polyèdre est la troncature du grand dodécaèdre. Il partage ses sommets avec le grand rhombicosidodécaèdre uniforme et les composés uniformes de 6 ou 12 prismes pentagonaux.